# Montserrat Casals i Couturier
Montserrat Casals i Couturier (Sabadell, el Vallès Occidental, 25 de setembre de 1952 - Barcelona, 17 de maig de 2015) fou una periodista i historiadora de la literatura catalana.

## Família
Montserrat Casals és filla de Lluís Casals –advocat sabadellenc, amic dels membres de la Colla de Sabadell, membre d'Acció Catalana i soldat republicà exiliat– i d'Augusta Couturier –mestra originària de Sant-Etiève– i germana de l'economista i presidenta d'Òmnium Cultural Muriel Casals. Fou parella del periodista Octavi Martí.

## Biografia
Casals es llicencià en Història per la Universitat Autònoma de Barcelona. Com a periodista, va treballar a Tele/eXprés, com a redactora d'El País durant 8 anys, fent reportatges per a TVE i com a corresponsal de Catalunya Ràdio a París (1994-2002). A la capital francesa també va dirigir la Maison de la Catalogne. Feu de documentalista cinematogràfica a l'Institut del Cinema Català. En el camp de l'estudi literari, va centrar-se en l'obra de Mercè Rodoreda, de la qual va escriure diversos estudis. També va publicar articles sobre Salvador Dalí –a qui feu la penúltima entrevista el 1985– i Joan Sales –en els últims temps investigava la biografia de Joan Sales, obra que havia de publicar Club Editor. Va morir a conseqüència d'un càncer, després de deu anys de lluitar-hi en contra.

## Llibres
- Mercè Rodoreda, contra la vida, la literatura. Edicions 62, 1991.
- Els dissabtes, mercat. Memòries de l'Armanda. Amb Octavi Martí. Barcelona. Ed: RBA La Magrana, 2009
- Joan Sales i Vallès: literatura i política. Joan Oliver, traductor de contraband i retraductor de circumstàncies. Sabadell. Fundació Bosch i Cardellach. 2012

## Premis i reconeixements
- Premi Sent Soví de literatura gastronòmica (2008), per Els dissabtes, mercat. Memòries de l'Armanda